# フレデリック・レミントン
フレデリック・レミントン（Frederic Sackrider Remington、1861年10月4日 - 1909年12月26日）はアメリカ合衆国のイラストレーター、画家、彫刻家である。開拓期のアメリカ西部を題材にした作品で知られる。

## 略歴
ニューヨーク州、セントローレンス郡のCantonで生まれた。少年時代は狩猟と乗馬を楽しんだ。絵を描き始めるのも早かった。11歳の時、セントローレンス郡のオグデンズバーグに移った。
イエール大学の美術学校で、ニーマイヤー(John Henry Niemeyer)に学んだ。大学ではアメリカン・フットボールやボクシングに熱心に取り組んだ。1879年に父親の看病のためにオグデンズバーグに戻り、父親が亡くなった後、父親の遺産で、西部への旅を行った。カンサスなどに住んで、投資などをして暮らし、地域の人々に絵を売っていた。1884年にオグデンズバーグの女性と結婚したが、妻はカンサスの暮らしを好ます、オグデンズバーグに戻り、投資も失敗して、レミントンもオグデンズバーグに戻った。再び美術の世界に戻り、アート・スチューデンツ・リーグ・オブ・ニューヨークで修行を再開し、西部での経験が注目され、雑誌『コリアーズ・ウィークリー』や『ハーパーズ・マガジン』の挿絵の仕事をするようになった。
1886年に雑誌『ハーパーズ・マガジン』の特派員としてインディアンの酋長ジェロニモに対する政府の戦いのためにアリゾナへ派遣された。この度、多くの資料を入手した。1886年にはサウスカロライナ州チャールストンで起きた地震の報道にも派遣された。商業美術の分野で成功した。
1890年にニューヨーク州ニューロシェルに移り、後にコネティカット州のリッジフィールドで暮らした。1898年に、レミントンは米西戦争で戦争特派員になった。 
1891年にナショナル・アカデミー・オブ・デザインの準会員に選ばれ、1898年にアメリカ芸術・文学アカデミー (American Academy of Arts and Letters)の会員に選ばれた。酒好きで肥満し、1909年に虫垂炎の手術中に亡くなった。

## 作品

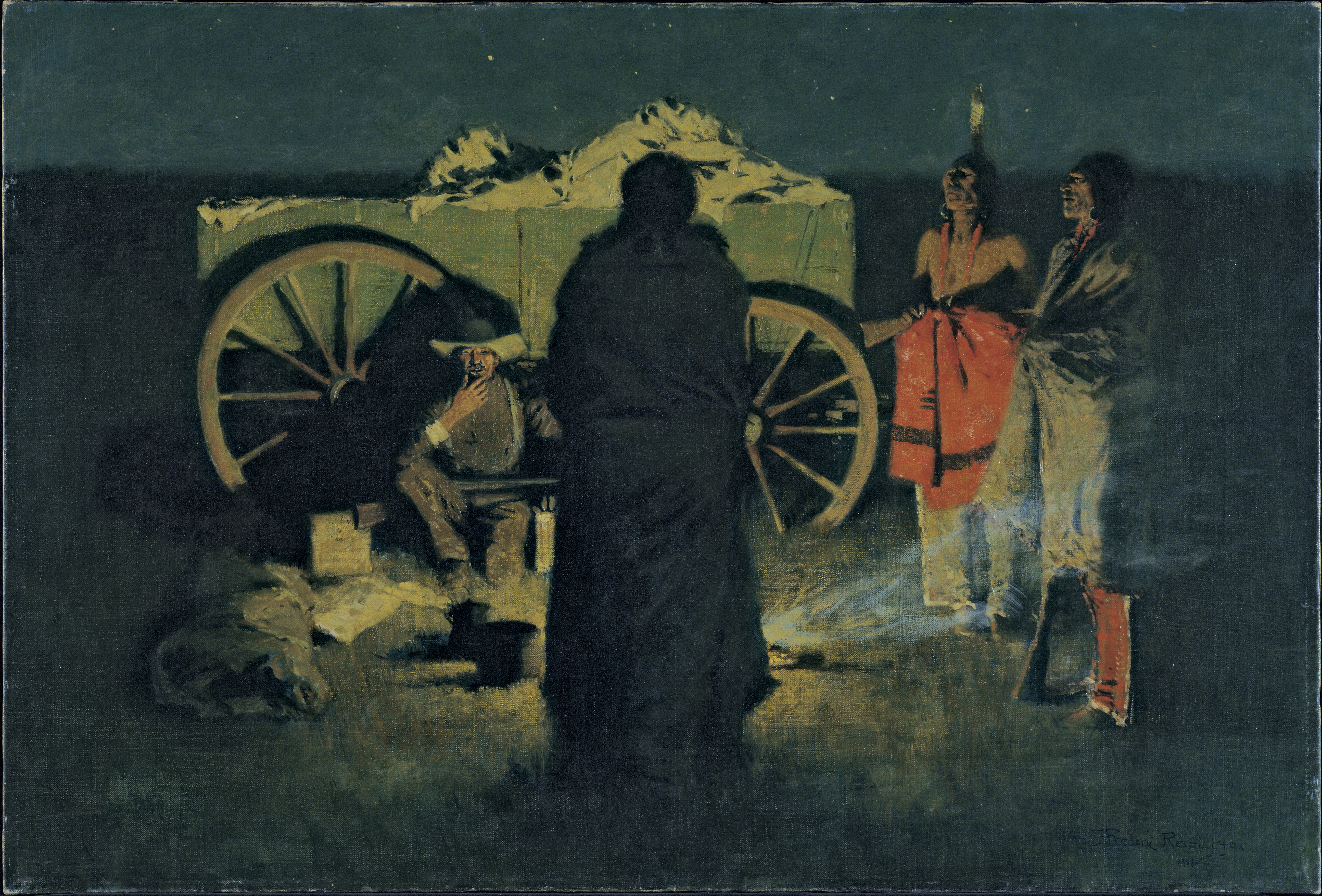
Shotgun Hospitality (1908)
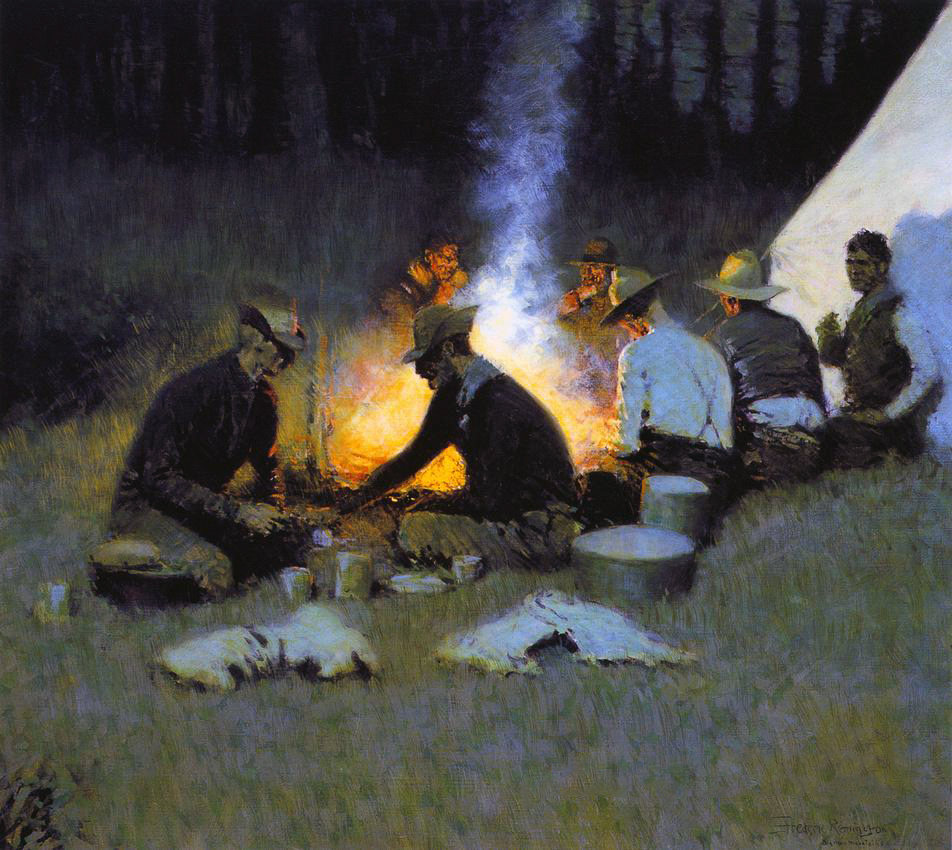
猟師たちの夕食
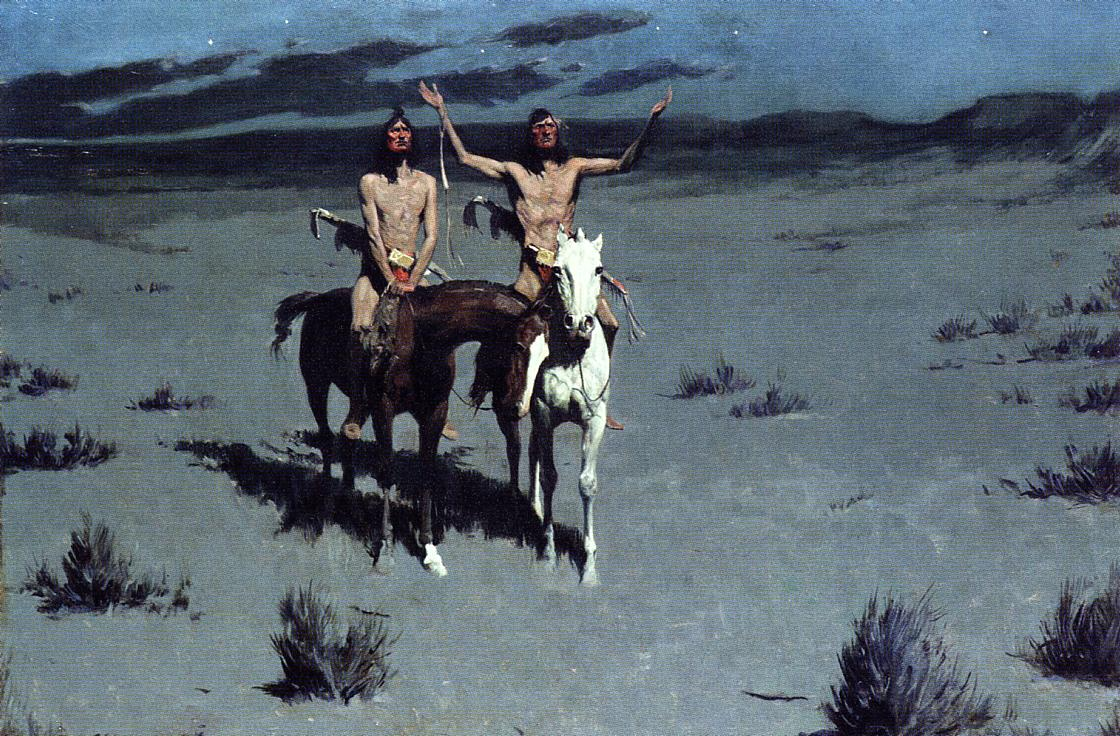
Pretty Mother of the Night(c.1900)
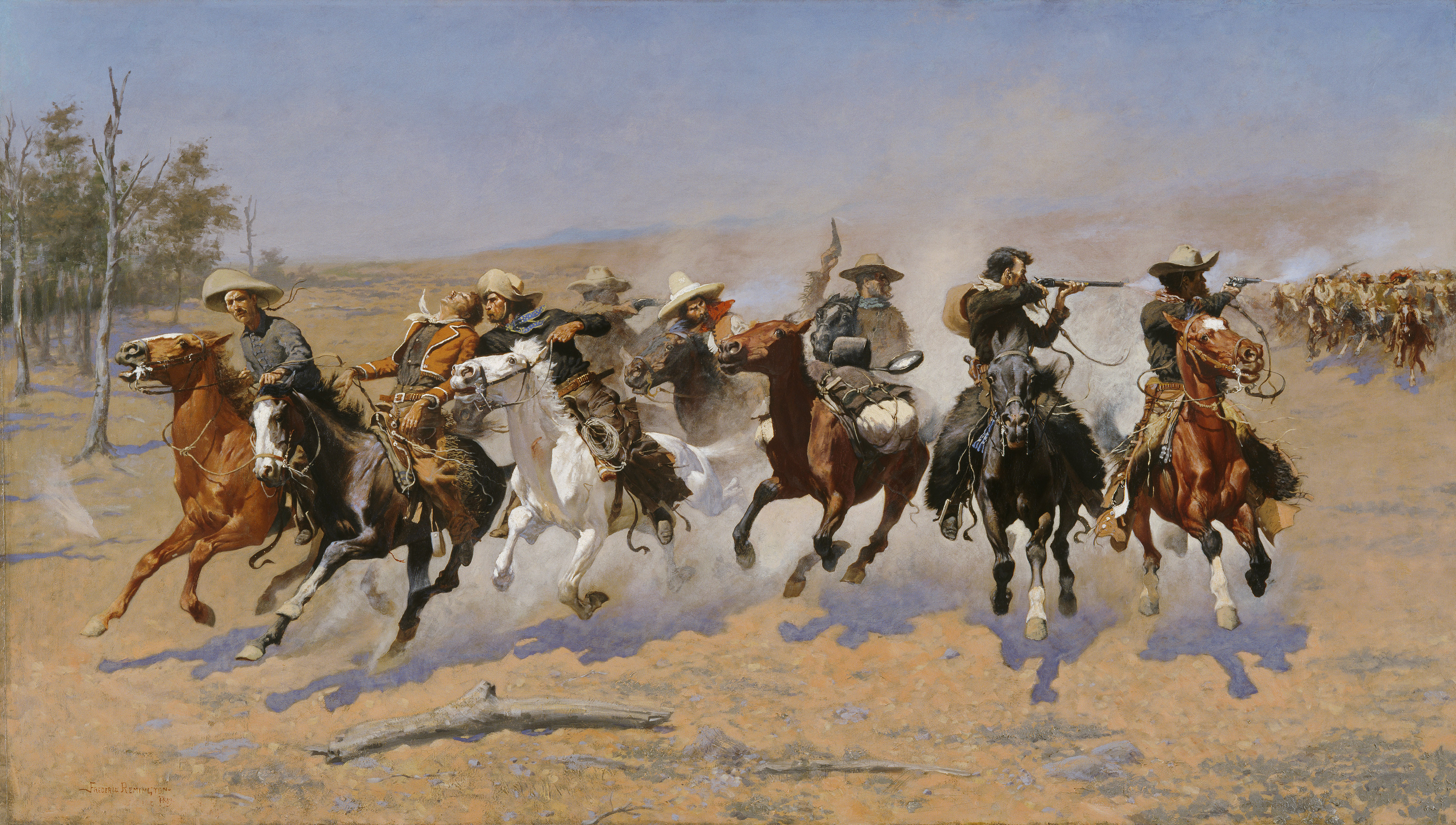
(1889)
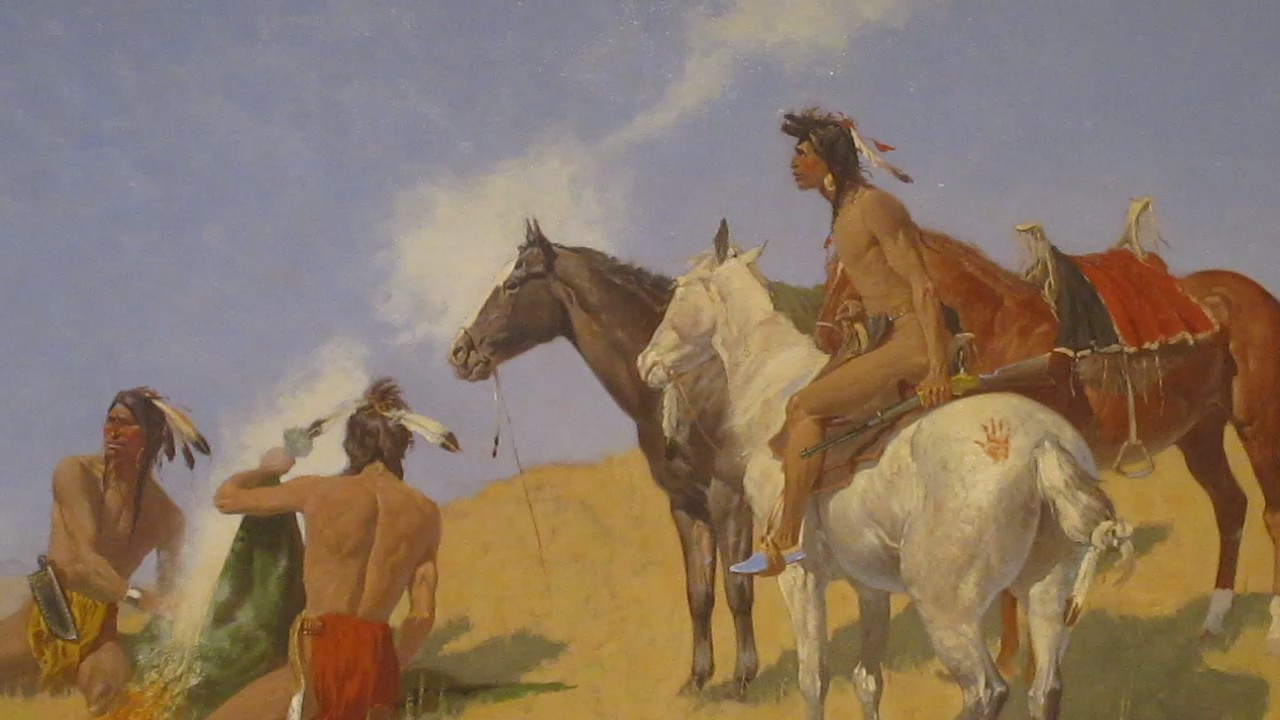
狼煙 (1905)
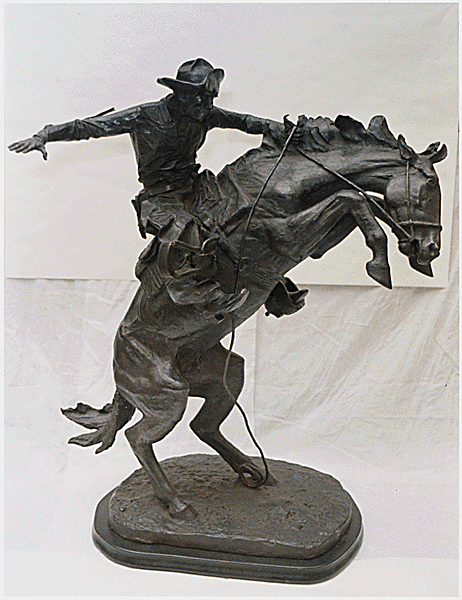
彫刻作品